# Ananda Kentish Coomaraswamy
Ananda Kentish Coomaraswamy (tamilsko ஆனந்த குமாரசுவாமி, Ānanda Kentiś Kumāraswāmī), šrilanški filozof in umetnostni zgodovinar, * 22. avgust 1877, Kolombo, Britanski Cejlon, † 9. september 1947, Needham, Massachusetts, ZDA. Velja za enega prvih interpretov indijske kulture na Zahodu.

## Življenje
Ananda Kentish Coomaraswamy se je rodil v Colombu na Cejlonu (današnja Šrilanka), očetu Muthu Coomaraswamyju, pripadniku cejlonskih Tamilov in materi Elizabethi Beeby, ki je bila po narodnosti Angležinja. Coomaraswamyjev oče je umrl, ko je bil Coomaraswamy star deset let, zato je večino svojega otroštva in prav tako šolanja preživel v tujini.
Leta 1879 se je Coomaraswamy preselil v Anglijo, kjer je obiskoval Wycliffov kolidž, nato pa je izobraževanje nadaljeval na Univerzi v Londonu, kjer je leta 1900 diplomiral iz geologije in botanike. Devetnajstega junija 1902 se je Coomaraswamy poročil z angleško fotografinjo Ethel Mary Partridge. Njuna zveza je trajala vse do leta 1913.
Coomaraswamyjevo terensko delo med leti 1902 in 1906 mu je prineslo naziv doktorja znanosti za študijo cejlonske mineralogije. Leta 1906 je ustanovil Društvo socialnih reform Cejlon, v katerem je imel funkcijo predsednika, hkrati pa je bil društvena vodilna sila. Glavni namen društva je bilo ohranjanje in oživljanje ne le tradicionalne umetnosti in obrti, ampak tudi socialnih vrednost in običajev, kateri so pripomogli k razvoju prav teh. Coomaraswamy si je zastavil cilj, da bo izobrazil Zahod o indijski umetnosti. Zato se je z veliko zbirko fotografij vrnil v London, kjer je želel poiskati umetnike, katere bi lahko pritegnil s svojo idejo. Zavedal se je, da se pri svojem raziskovanju ne bo mogel zanesti ali obrniti na muzejske konservatorje ali druge člane kulturnih ustanov, kajti menil je, da se indijska umetnost lahko raziskuje le skozi oči umetnika in ne zgodovinarja. Umetniki so tisti, ki lahko postavijo kritiko o tem, katera dela sodijo v kategorijo umetnosti.
Leta 1909 se je Coomaraswamy povezal z Jacobom Epsteinom in Ericom Gillom, ki sta bila ena izmed prvih izredno pomembnih modernistov. Kmalu je oba navdušil s svojim delom in pritegnil k sodelovanju. V svoja dela sta začela vključevati elemente indijske umetnosti. Njune skulpture danes predstavljajo začetek modernizma v Angliji.
Coomaraswamy je nato spoznal Alice Ethel Richardson, s katero se je kasneje poročil. Skupaj sta odpotovala v Indijo, kjer sta nekaj časa živela v mestu Šrinagar v Kašmirju. Coomaraswamy je študiral slikarstvo radžputanskih dinastij v severni Indiji, medtem ko je njegova žena študirala indijsko glasbo z Abdulom Rahimom  iz Kapurthala. Po vrnitvi v Anglijo je s svojimi pesmi nastopala pod umetniškim imenom Ratan Devi. Vmes sta se jima rodila sin Narada in hčerka Rohini.
Coomaraswamy je sodeloval tudi pri indijskem gibanju za neodvisnost, zato so njegov domov pogosto obiskovali posamezniki, ki so še vedno imeli interese povezane z osvobodilnim gibanjem. Med prvo svetovno vojno je zavrnil služenje v britanski vojski, dokler bo Indija pod britanskim vplivom, zaradi česar so ga izgnali iz Anglije. Z ženo sta se preselila v Ameriko, kjer je Coomaraswamy ostal do smrti leta 1947. Žena je v Ameriki nadaljevala svojo glasbeno pot, Coomaraswamy pa je dobil povabilo Umetnostnega muzeja v Bostonu, kjer se je zaposlil.
Coomaraswamy se je kmalu po prihodu v Ameriko ločil od svoje žene in se 22. novembra 1922 v tretje poročil z Američanko Stelllo Bloch. Z ženo sta postala člana bohemskih umetniških krogov v New Yorku. Coomaraswamy je med drugim začel preučevati indijske svete spise v jezikih sanskrt in pali ter zahodno religijsko literaturo. Za Umetnostni muzej v Bostonu je napisal različne brošure in kataloge, ter izdal knjigo Zgodovina indijske in indonezijske umetnosti (History of Indian and Indonesian Art, 1927).
Leta 1930 se je ločil od svoje tretje žene, s katero pa sta ostala v dobrih odnosih. Kmalu po ločitvi se je še v četrto poročil z Argentinko Luiso Runstein, ki je delala kot fotografinja pod imenom Xlata Llamas. Skupaj sta imela enega otroka, sina Rama Ponnambalama.
Leta 1933 je Coomaraswamy postal glavni vodja raziskovanja indijske, perzijske in islamske umetnosti v Muzeju lepih umetnosti (Museum of Fine Arts) v Bostonu, kjer je postavil prvo razstavo indijske umetnosti v ZDA. Sodeloval pa je tudi z drugimi muzeji, po njegovi smrti je vodenje raziskav indijske umetnosti nadaljevala njegova žena.

## Filozofija
Nemški indolog Heinrich Zimmer ga je opisal kot "plemenitega učenjaka, na čigar ramah še vedno stojimo". Ko je v poznejšem delu svojega življenja delal kot kustos v Bostonskem muzeju umetnosti, je posvetil svoje delo razlaganju tradicionalne metafizike in simbolizma. V delih iz svojega prvega obdobja pisanja se velikokrat sklicuje na znane filozofe, kot so Platon, Plotin, Klemen Aleksandrijski, Filon Aleksandrijski, Avguštin Avrelij, Adi Šankara, Mojster Eckhart in Rumi. Imel se je za metafizika, z nanašanjem na večno filozofijo (Sophia Perennis).
Coomaraswamy je bil poleg Renéja Guénona in Frithjofa Schuona eden izmed treh utemeljiteljev perenializma, nazora, da vse svetovne religije in filozofije vsebujejo eno večno resnico. Veliko Coomaraswamyjevih člankov na temo hinduizma in perenializma je bilo po njegovi smrti objavljenih v štiriletni reviji Studies in comparative religions.
Pri estetiki je bil zelo pozoren, napisal pa je na ducate člankov o tradicionalni umetnosti in mitologiji. Čeprav je bil rojen kot hindujec, je zelo dobro poznal zahodno tradicijo, zelo pa se je zanimal za grške metafizike, še posebej za Plotina, utemeljitelja novoplatonizma.
Med drugim so njegova metafizična pisanja prikazovala enotnost Vedante in platonizma. Prav tako si je prizadeval rehabilitirati budistično filozofijo, ki jo je Guénon interpretiral zgolj kot upor kšatrij proti avtoriteti brahmanov.
Prispevki
Coomaraswamy je imel velik vpliv na tradicionalno umetnost, literaturo in religijo. Z ženo Ethel sta naredila inovativno raziskavo o umetnosti in kulturi Sri Lanke. V Indiji je bil del bengalskega literarnega kroga, ki ga je vodil Rabindranath Tagore. Veliko je tudi pripomogel k Swadeshi v prvi fazi osamosvajanja Indije. V 20ih letih 19. stoletja je prišel do veliko odkritij v zgodovini indijske umetnosti. Še posebej se je posvetil razlikam med slogi radžputanskega in mogulskega slikarstva. V tistem času je zbral veliko  slik, ki jih je podaril Bostonskemu muzeju umetnosti, v katerem je začel delati leta 1917. Njegove knjige in eseji o umetnosti, kulturi, simbolizmu, metafiziki, mitih in drugih temah nudijo izobrazbo bralcem, ki so pripravljeni sprejeti izziv njegove perspektive in njegovega vztrajanja, da vsako svoje stališče poveže z različnimi tradicijami. Poleg globokih in pogosto zahtevnih del, je napisal tudi nekaj primernih za širše občinstvo. Eden izmed takih je so eseji Zakaj razstavljati umetnine? (1943).

### Estetika
V svoji razlagi teorije umetnosti, se je Coomaraswamy odmaknil od priznanih pisateljev o moderni estetiki. Tudi sam se ni mogel točno opredeliti glede mnenja o takratnih vodilnih idejah kritike umetnosti. Po njegovo je beseda 'estetika' neustrezna oznaka. Ena izmed metod, ki jo je uvajal v svojih interpretacijah je, da se zatekamo k temeljnim in neokrnjenim pomenom besed. Beseda estetika izhaja iz grške besede 'aisthesis', ki pomeni 'občutek' in 'reakcijo na zunanji dražljaj', hkrati pa se nanaša na umetnost kot intelektualno vrlino. Estetiko, kot jo poznamo danes, enači z materializmom in meni, da je tisto, čemur kritiki pravijo estetika le površinsko, namesto da bi bilo neko bistvo ali resnica. Strinjal se je s Platonom, da umetnost ne moremo reči ničemur iracionalnemu.

## Dela

### Tradicionalna umetnost
- Introduction To Indian Art, (Kessinger Publishing, 2007)
- Figures of Speech or Figures of Thought?: The Traditional View of Art
- Buddhist Art, (Kessinger Publishing, 2005)
- Guardians of the Sundoor: Late Iconographic Essays, (Fons Vitae, 2004)
- History of Indian and Indonesian Art, (Kessinger Publishing, 2003)
- Teaching of Drawing in Ceylon] (1906, Colombo Apothecaries)
- "The Indian craftsman" (1909, Probsthain: London)
- Viśvakarmā ; examples of Indian architecture, sculpture, painting, handicraft
- Vidyāpati: Bangīya padābali; songs of the love of Rādhā and Krishna
- The mirror of gesture: being the Abhinaya darpaṇa of Nandikeśvara (with Duggirāla Gōpālakr̥ṣṇa)
- Indian music
- A catalog of sculptures by John Mowbray-Clarke: shown at the Kevorkian Galleries, New York, from May the seventh to June the seventh, 1919.
- Rajput Painting
- Early Indian Architecture: Cities and City-Gates
- The Origin of the Buddha Image
- The Door in the Sky
- The Transformation of Nature in Art
- Bronzes from Ceylon, chiefly in the Colombo Museum
- Early Indian Architecture: Palaces
- The arts & crafts of India & Ceylon
- Christian and Oriental Philosophy of Art
- Archaic Indian Terracottas

### Metafizika
- Hinduism And Buddhism
- Myths of the Hindus & Buddhists
- Buddha and the gospel of Buddhism
- A New Approach to the Vedas: An Essay in Translation and Exegesis
- The Living Thoughts of Gotama the Buddha
- Time and eternity
- Perception of the Vedas
- Metaphysics

### Kritike družbe
- "The Dance of Shiva - Fourteen Indian essays"
- Am I My Brothers Keeper
- The village community and modern progress
- Essays in national idealism
- Bugbear of Literacy
- What is Civilisation?: and Other Essays
- Spiritual Authority and Temporal Power in the Indian Theory of Government

#### Posmrtne zbirke
- Yaksas
- Coomaraswamy: Selected Papers, Traditional Art and Symbolism
- The Essential Ananda K. Coomaraswamy